# Општина Ботени (Арђеш)
Ботени (рум. Boteni) општина је у Румунији у округу Арђеш.
Oпштина се налази на надморској висини од 567 m.